# العلاقات الكويتية البلغارية
العلاقات الكويتية البلغارية هي العلاقات الثنائية التي تجمع بين الكويت وبلغاريا.

## مقارنة بين البلدين
هذه مقارنة عامة ومرجعية للدولتين:
| وجه المقارنة                                              | الكويت        | بلغاريا                                                                             |
| --------------------------------------------------------- | ------------- | ----------------------------------------------------------------------------------- |
| المساحة (كم2)                                             | 17.82 ألف     | 110.99 ألف                                                                          |
| عدد السكان (نسمة)                                         | 4.14 مليون    | 7.08 مليون                                                                          |
| الكثافة السكانية (ن./كم²)                                 | 232.32        | 63.79                                                                               |
| العاصمة                                                   | مدينة الكويت  | صوفيا                                                                               |
| اللغة الرسمية                                             | اللغة العربية | اللغة البلغارية                                                                     |
| العملة                                                    | دينار كويتي   | ليف بلغاري                                                                          |
| الناتج المحلي الإجمالي (بليون دولار)                      | 120.13 مليار  | 56.83 مليار                                                                         |
| الناتج المحلي الإجمالي (تعادل القوة الشرائية) بليون دولار | 290.53 مليار  | 130.99 مليار                                                                        |
| الناتج المحلي الإجمالي الاسمي للفرد دولار أمريكي          | 29.30 ألف     | 8.03 ألف                                                                            |
| الناتج المحلي الإجمالي للفرد دولار أمريكي                 | 73.25 ألف     | 17.21 ألف                                                                           |
| مؤشر التنمية البشرية                                      | 0.816         | 0.782                                                                               |
| رمز المكالمات الدولي                                      | +965          | +359                                                                                |
| رمز الإنترنت                                              | .kw           | .bg، .бг ‏                                                                           |
| المنطقة الزمنية                                           | ت ع م+03:00   | ت ع م+02:00، ت ع م+03:00، أوروبا/صوفيا ‏، توقيت شرق أوروبا، توقيت شرق أوروبا الصيفي ‏ |

## منظمات دولية مشتركة
يشترك البلدان في عضوية مجموعة من المنظمات الدولية، منها:
| علم المنظمة | اسم المنظمة                               | تاريخ انضمام الكويت | تاريخ انضمام بلغاريا |
| ----------- | ----------------------------------------- | ------------------- | -------------------- |
|             | الاتحاد البريدي العالمي                   | ?                   | ?                    |
|             | يونسكو                                    | 18 نوفمبر 1960      | 17 مايو 1956         |
|             | البنك الدولي للإنشاء والتعمير             | 13 سبتمبر 1962      | 25 سبتمبر 1990       |
|             | منظمة التجارة العالمية                    | ?                   | 1 ديسمبر 1996        |
|             | وكالة ضمان الاستثمار متعدد الأطراف        | 12 أبريل 1988       | 23 سبتمبر 1992       |
|             | الاتحاد الدولي للاتصالات                  | 14 أغسطس 1959       | 18 سبتمبر 1880       |
|             | منظمة الشرطة الجنائية الدولية             | ?                   | ?                    |
|             | مؤسسة التمويل الدولية                     | 13 سبتمبر 1962      | 22 يوليو 1991        |
|             | الأمم المتحدة                             | 14 مايو 1963        | 14 ديسمبر 1955       |
|             | منظمة حظر الأسلحة الكيميائية              | ?                   | ?                    |
|             | المركز الدولي لتسوية المنازعات الاستشارية | 4 مارس 1979         | 13 مايو 2001         |

## وصلات خارجية
- موقع وزارة الخارجية الكويتية
- موقع وزارة الخارجية البلغارية